# Mukai Akito
Akito Mukai (sinh ngày 17 tháng 11 năm 1998) là một cầu thủ bóng đá người Nhật Bản.

## Sự nghiệp câu lạc bộ
Akito Mukai đã từng chơi cho Vissel Kobe.